# Roger C. Carmel
Roger Charles Carmel (Brooklyn, 27 settembre 1932 – Hollywood, 11 novembre 1986) è stato un attore statunitense.

## Biografia
Tra i molti ruoli da lui interpretati, il più ricordato è quello dello sfortunato criminale Harry Mudd nella serie originale di Star Trek. Altri ruoli degni di nota furono quelli del contabile Doug Wesley in The Dick Van Dyke Show e del colonnello Gumm in Batman. È anche apparso in The Patty Duke Show, Le spie, Gli eroi di Hogan, Banacek, Organizzazione U.N.C.L.E., I mostri, Hawaii Five-O.
Carmel prestò inoltre la sua voce all'Orso Smokey negli annunci per la sensibilizzazione sulla sicurezza contro gli incendi, come anche al Decepticon Cyclonus, nella seconda e terza stagione della serie animata Transformers (G1). Per gli spot televisivi della catena di fast food Tex-Mex Naugles, recitò la parte del Señor Naugles. È anche apparso nel film Bentornato picchiatello (1981) di Jerry Lewis.
Carmel impersonò Roger Buell nella sitcom della NBC The Mothers-In-Law, ma fu sostituito dall'attore Richard Deacon. Ufficialmente, Carmel ebbe contrasti riguardo al salario con il produttore Desi Arnaz, ma, come sostengono alcuni pettegolezzi, fu licenziato a causa del suo uso di droga, che interferiva con la produzione..
Carmel era intenzionato a riprendere il suo ruolo di Harry Mudd nell'ultimo episodio della prima stagione di Star Trek: The Next Generation ma, prima di poter iniziare le riprese, morì a Hollywood nel 1986, a causa di una insufficienza cardiaca. Fu sepolto nel New Mount Carmel Cemetery a Glendale nel Queens, a New York.
Dopo la sua morte, Jack Angel assunse il suo ruolo di Cyclonus in The Transformers.

## Filmografia parziale

### Cinema
- L'arte di amare (The Art of Love), regia di Norman Jewison (1965)
- Matt Helm il silenziatore (The Silencers), regia di Phil Karlson (1966)
- Alvarez Kelly, regia di Edward Dmytryk (1966)
- Gambit - Grande furto al Semiramis (Gambit), regia di Ronald Neame (1966)
- Tropis - Uomo o scimmia? (Skullduggery), regia di Gordon Douglas (1970)
- Il caso Myra Breckinridge (Myra Breckinbridge), regia di Michael Sarne (1970)
- Breezy, regia di Clint Eastwood (1973)
- Inferno in Florida (Thunder and Lightning), regia di Corey Allen (1977)
- Bentornato picchiatello (Hardly Working), regia di Jerry Lewis (1980)

### Televisione
- Everglades – serie TV, episodio 1x30 (1962)
- Assistente sociale (East Side/West Side) – serie TV, 1 episodio 1x09 (1963)
- The Greatest Show on Earth – serie TV, episodio 1x13 (1963)
- My Living Doll – serie TV, episodi 1x11-1x24 (1964-1965)
- Le spie (I Spy) – serie TV, 3 episodi (1965-1967)
- I Pruitts (The Pruitts of Southampton) – serie TV, episodio 1x11 (1966)
- Star Trek – serie TV, episodi 1x04-2x08 (1966-1967)
- The Mothers-In-Law – serie TV, 30 episodi (1967-1968)
- Ai confini dell'Arizona (The High Chaparral) – serie TV, episodi 4x14-4x15 (1971)
- Tre cuori in affitto (Three's Company) – serie TV, episodio 4x12 (1979)

## Doppiatori italiani
- Glauco Onorato in Gambit - Grande furto al Semiramis
- Bruno Persa in L'arte di amare
- Carlo Romano in Alvarez Kelly
- Alessandro Sperlì in Breezy
- Vittorio Battarra in Star Trek (ep. 1x04)

Da doppiatore è stato sostituito da:
- Franco Odoardi in Star Trek (TAS)